# Scraptia forticornis
Scraptia forticornis is een keversoort uit de familie bloemspartelkevers (Scraptiidae). De wetenschappelijke naam van de soort is voor het eerst geldig gepubliceerd in 1916 door Champion.